# Homunculusnevel
De Homunculusnevel is een emissienevel rondom de ster Eta Carinae. De nevel is ingebed in de veel grotere Carinanevel, een gebied met geïoniseerde waterstof (HII-gebied). De homunculus (Latijn: mannetje) wordt verondersteld te zijn uitgeworpen in een enorme uitbarsting van Eta Carinae. Licht van deze gebeurtenis bereikte de Aarde in 1841 en was aan de nachtelijke hemel goed te zien. Gedurende de eruptie was Eta Carinae na Sirius de op een na helderste ster aan de hemel, maar het uitgestoten gas en stof hebben sindsdien veel van hun helderheid verloren. De massale explosie produceerde twee polaire lobben, en een grote maar dunne equatoriale schijf, die naar buiten beweegt met een snelheid van 670 km/s. Toekomstige uitbarstingen zijn niet uitgesloten.
Hoewel de afstand tot Eta Carinae ongeveer 7500 lichtjaar bedraagt, is de helderheid zo groot, dat relatief kleine structuren zichtbaar zijn, zoals onregelmatige lobben, verdichtingen en vreemde radiale strepen. De onregelmatige uitstulpingen van de buitenste uitgestoten materiaal zijn veel zwakker van licht dan de heldere centrale ster. Het equatoriale vlak tussen beide uitstulpingen is bovendien zeer helder in het ultraviolette deel van het spectrum. Blijkbaar is er relatief weinig stof en puin tussen de lobben. De lobben bevatten echter grote hoeveelheden stof dat blauw licht absorbeert, waardoor de lobben roodbruin gekleurd zijn.